# 大日神社 (白井市)
大日神社（だいにちじんじゃ）は、千葉県白井市根1388番地にある神社である。祭礼にあわせて、年に3回「七次の大日神楽」が奉納されている。近隣には室町時代に開基されたと伝えられる長楽寺がある。

## 祭神
天照坐皇大御神

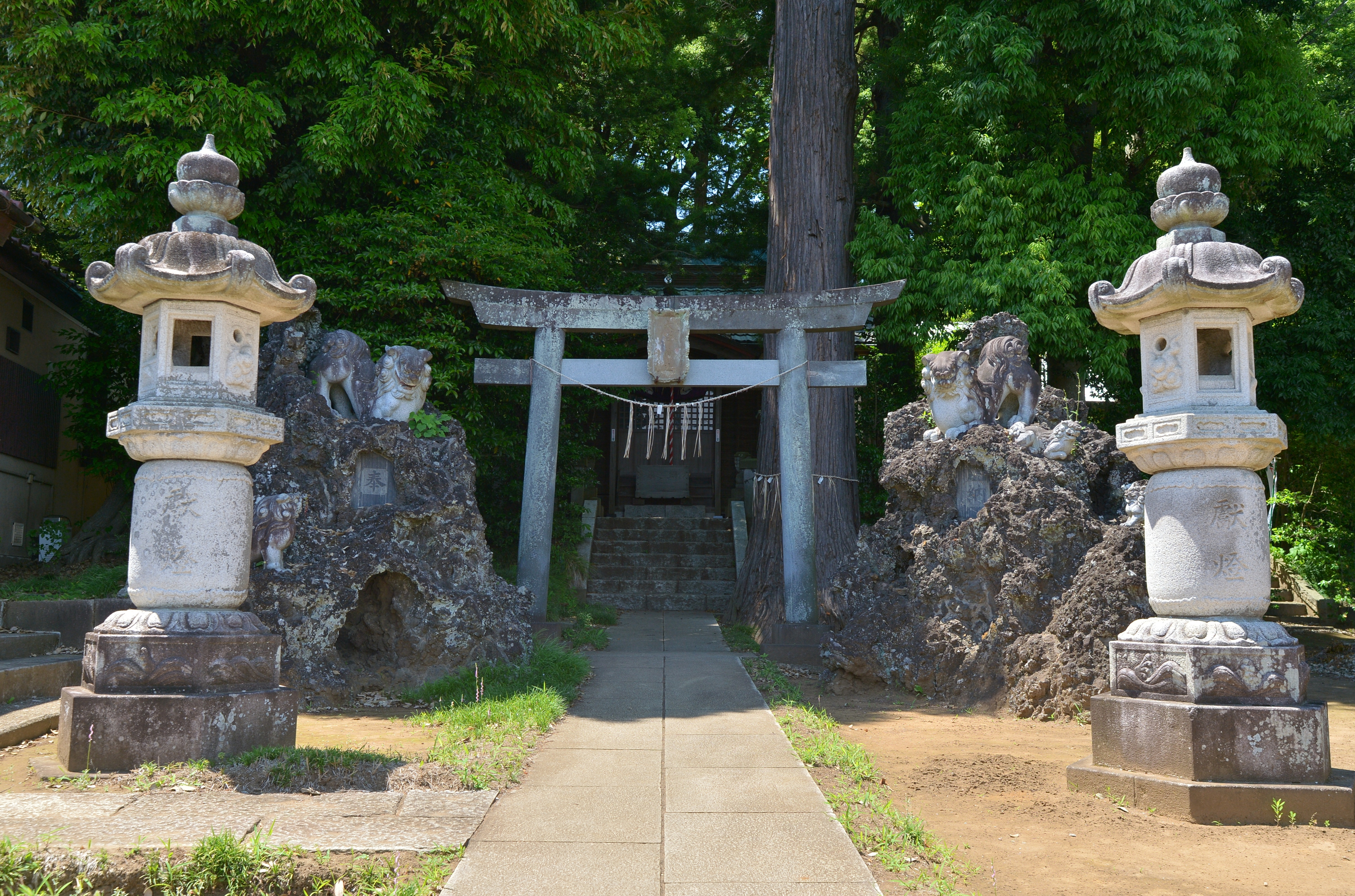
参道と鳥居
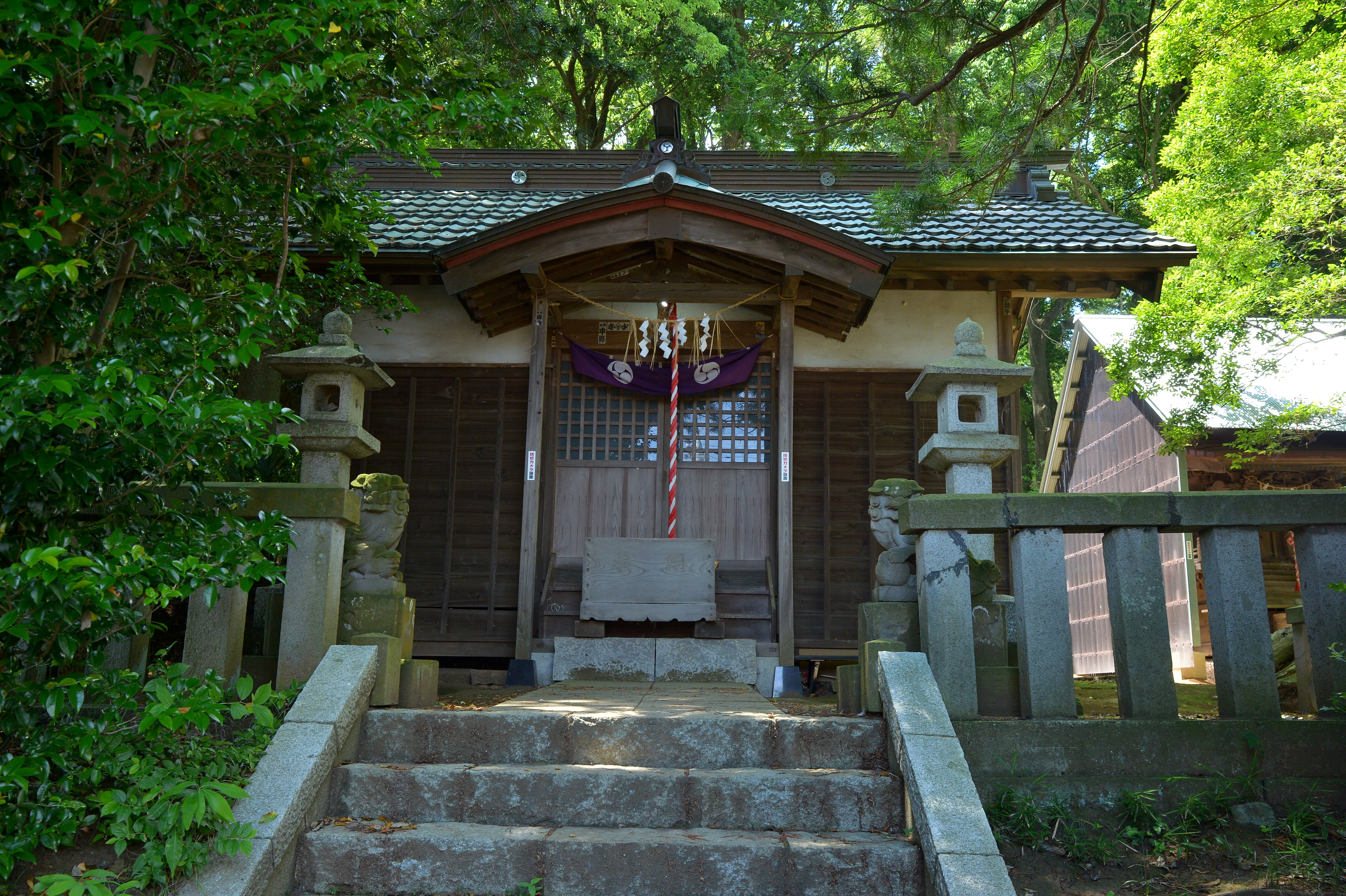
拝殿
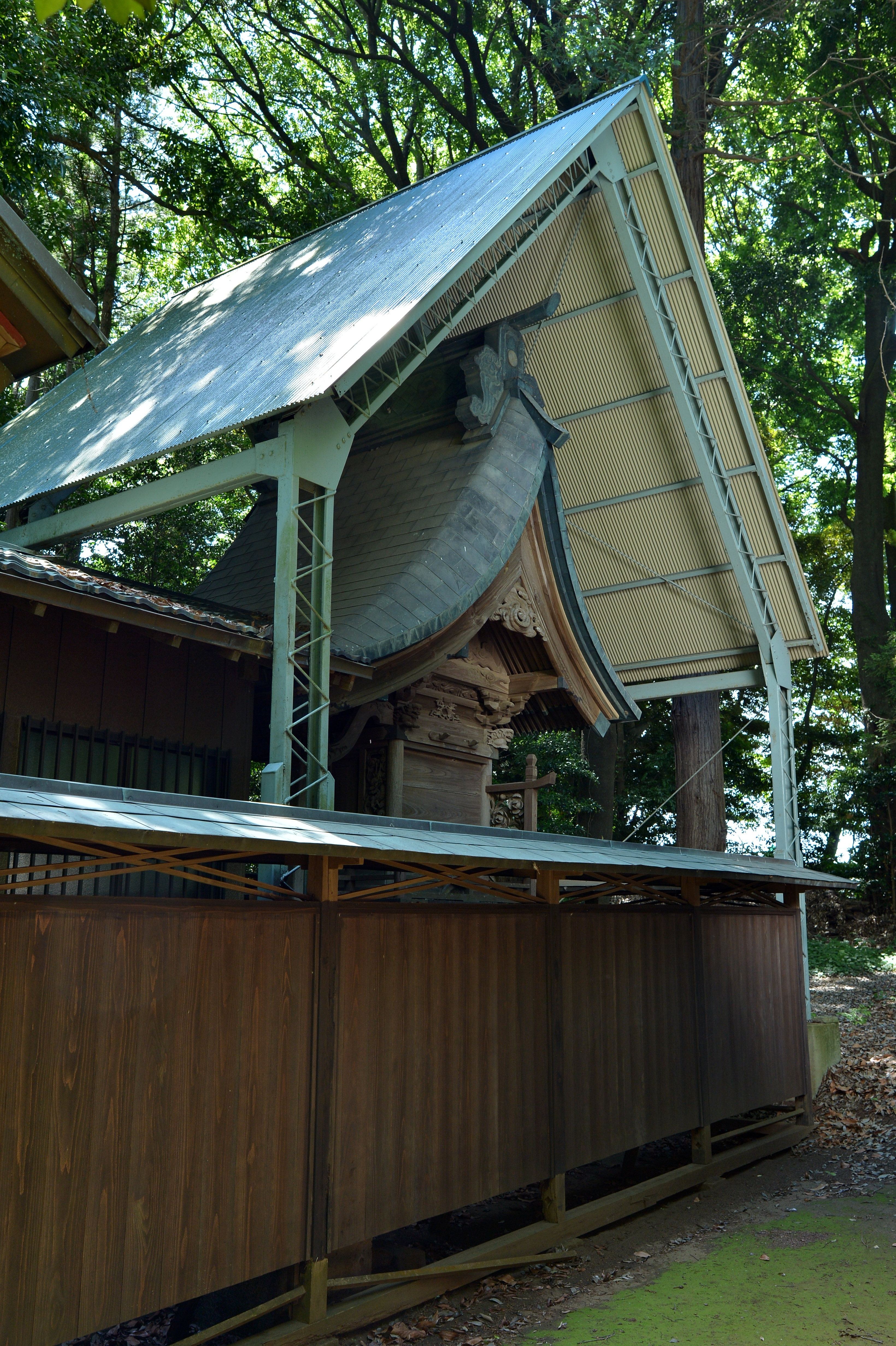
本殿

## 沿革
- 1677年（延宝5年）9月15日、元七次村村社として鎮座
- 1875年（明治8年）周辺の村が合併して、根村と改称。根村村社となる。
- 1913年（大正3年）白井村発足。白井村村社となる。

## 例祭日
- 1月 1日　元旦祭（神楽奉奏）
- 2月17日　祈念祭（神楽奉奏）
- 7月14日　天王祭（境内社八坂神社例祭）
- 10月15日　例大祭（神楽奉奏）

## 境内社

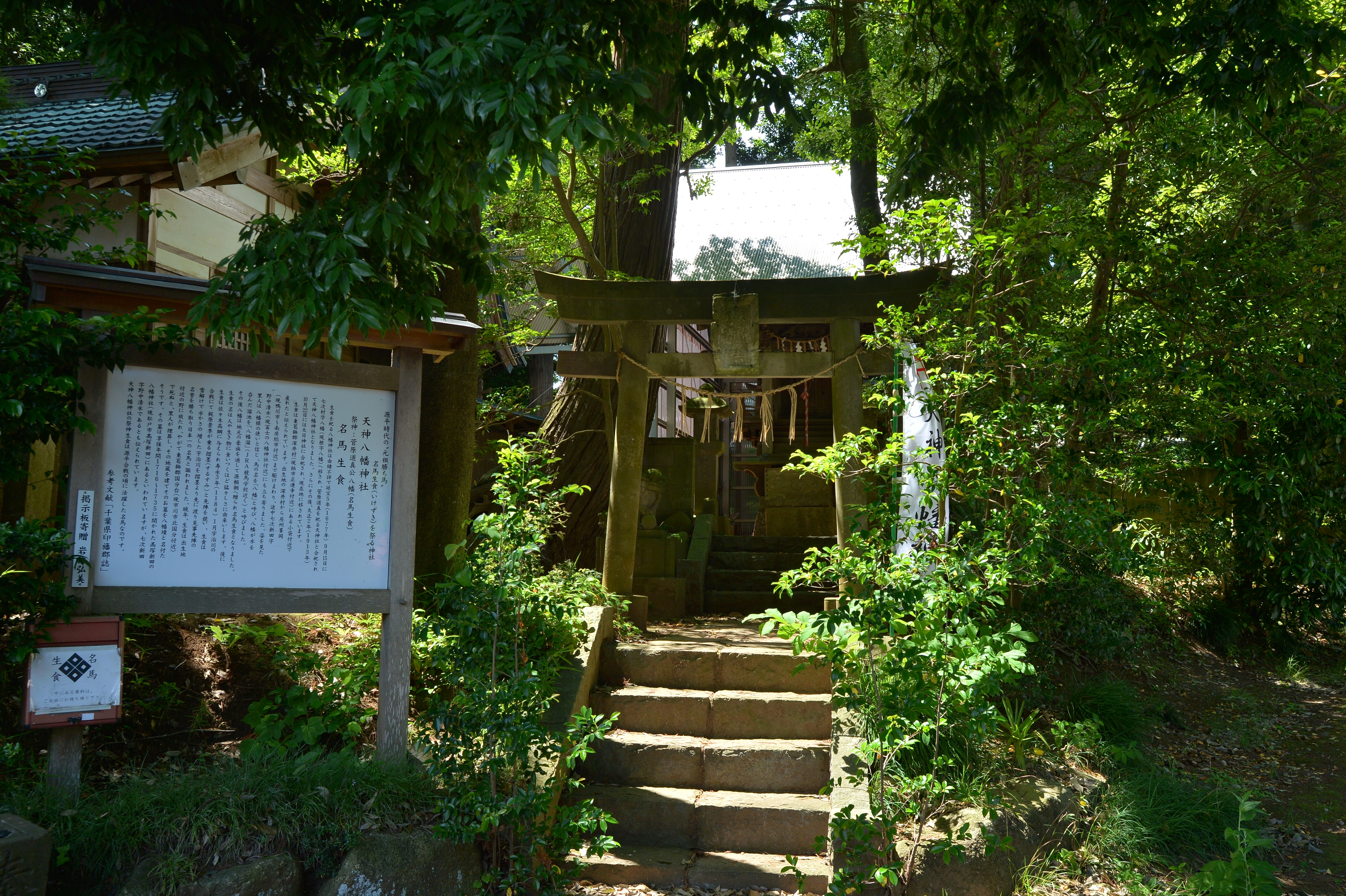
天神八幡神社

境内社として天神八幡神社（祭神：菅原道真　生食）がある。一般的に、八幡社における祭神は応神天皇であるが、ここでは生食（いけずき）と呼ばれる源平時代の名馬が祭られている。
また、神社のあたりから神崎川を上流へと遡った所（日本中央競馬会(JRA)競馬学校の裏手のあたり）にはかつて溜池があり、生食が水を飲みに来ていたという伝承も残されている。
- 八坂神社（祭神：スサノオノミコト）
- 三峰神社（祭神：イザナギノミコト　イザナミノミコト）
- 駒形神社（祭神：オオヤマヅミノミコト　ウカノミタマノカミ）
- 疱瘡神社（祭神：オオナオビノミコト）
- 足尾神社（祭神：サルタヒコノミコト）
- 出羽三山神社（祭神：ツクヨミノミコト）

## 参考資料
- しろい文化財散策マップ（白井市教育委員会文化課）
- 白井の伝説と文化財（白井市郷土資料館）